# Brighton (condado de Marathon, Wisconsin)
Brighton es un pueblo ubicado en el condado de Marathon en el estado estadounidense de Wisconsin. En el Censo de 2010 tenía una población de 612 habitantes y una densidad poblacional de 6,9 personas por km².

## Geografía
Brighton se encuentra ubicado en las coordenadas 44°48′28″N 90°14′57″O / 44.80778, -90.24917. Según la Oficina del Censo de los Estados Unidos, Brighton tiene una superficie total de 88.72 km², de la cual 88.67 km² corresponden a tierra firme y (0.06%) 0.05 km² es agua.

## Demografía
Según el censo de 2010, había 612 personas residiendo en Brighton. La densidad de población era de 6,9 hab./km². De los 612 habitantes, Brighton estaba compuesto por el 94.77% blancos, el 0% eran afroamericanos, el 0% eran amerindios, el 0.65% eran asiáticos, el 0% eran isleños del Pacífico, el 4.58% eran de otras razas y el 0% pertenecían a dos o más razas. Del total de la población el 6.54% eran hispanos o latinos de cualquier raza.